# St. Bonaventure
St. Bonaventure is een plaats (census-designated place) in de Amerikaanse staat New York, en valt bestuurlijk gezien onder Cattaraugus County.

## Demografie
Bij de volkstelling in 2000 werd het aantal inwoners vastgesteld op 2127.

## Geografie
Volgens het United States Census Bureau beslaat de plaats een oppervlakte van
5,5 km², waarvan 5,3 km² land en 0,2 km² water.

## Plaatsen in de nabije omgeving
De onderstaande figuur toont nabijgelegen plaatsen in een straal van 16 km rond St. Bonaventure.